# Jean-Luc Ramandou
Pas d'image ? Cliquez ici

a Compétitions nationales et continentales officielles uniquement.

b Matchs officiels uniquement.
Jean-Luc Ramandou, né le 15 mars 1963 à Toulouse et mort le 30 juin 2005 à Toulouse, est un joueur de rugby à XV et de rugby à XIII français évoluant au poste d'ailier.
Il effectue sa carrière d'abord en rugby à XV sous les couleurs du Castres olympique avant de franchir le rubicon et de passer au rugby à XIII en jouant pour Toulouse et le Paris SG. Ses prestations en club l'amènent à être sélectionné en équipe de France de rugby à XIII entre 1995 prenant part à la Coupe d'Europe des nations  en 1995.

## Biographie
Il décède le 30 juin 2005 à Toulouse en raison d'une maladie à l'âge de 42 ans.